# Eric Draper

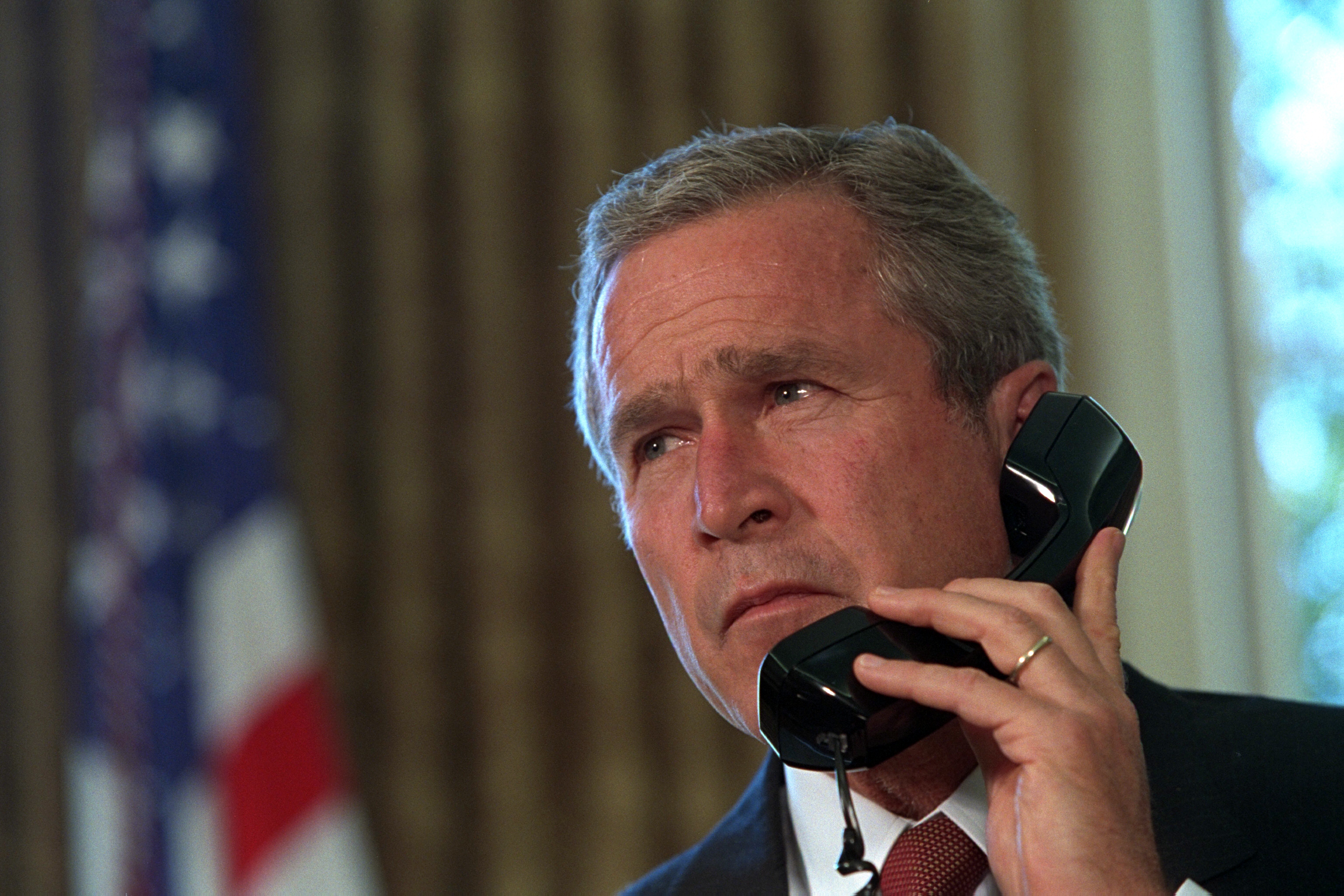
Prezident W. Bush mluví telefonicky s guvernérem a starostou New Yorku, Georgem Patakim a Rudym Giulianim, dva dny po útocích z 11. září 2001

Eric Draper (* ?) je americký fotograf a bývalý hlavní oficiální fotograf Bílého domu a prezidenta George W. Bushe v období 2001 – 2009.

## Biografie a kariéra
Draper před nástupem do Bílého domu pracoval jako novinářský fotograf pro Associated Press . Fotografoval pro prezidentské kampaně v letech 1996 a 2000, letní olympijské hry 2000 v Sydney, kosovský konflikt v roce 1999 a světový pohár FIFA 1998 ve Francii.
V průběhu let pracoval Draper také jako zaměstnaný fotograf pro The Seattle Times, Pasadena Star-News nebo Albuquerque Tribune.
Draper je absolventem Cerritos College a Kalifornské státní univerzity v Long Beach.
Stovky jeho snímků spadají do kategorie public domain a jsou k dispozici na úložišti obrázků Wikimedia Commons.

## Ocenění
Draper získal ocenění Associated Press Managing Editors 'Award během tří let po sobě, dále v roce 1999 vyhrál National Headliner Award, v roce 1992 byl jmenován fotografem roku novinami Scripps-Howard za snímek Seeing Through the Flames, který vznikl během nepokojů v Los Angeles v roce 1992.

## Knihy
V dubnu 2013 vydal Draper svou sbírku fotografií z Bílého domu Front Row Seat: A Photographic Portrait of the Presidency of George W. Bush. Kniha představuje zákulisní pohled během účinkování Bushe na postu prezidenta. Prostřednictvím Draperových fotografií jsou divákovi představeny Bushovy chvíle během historicky významných krizových scén z 11. září 2001. Fotografický blog Time LightBox amerického týdeníku Time napsal: „Draperův portrét Bushe je autentický.“ Washington Post poznamenal: „Draperova kniha poskytuje jedinečný a intimní pohled na jeho vztah s bývalým prezidentem Georgem W. Bushem během osmi dramatických let, které změnily Ameriku.“

## Osobní život
Draper žije v Novém Mexiku, kde je nyní nezávislým politickým, korporátním a redakčním fotografem. Žije se svou ženou a dvěma psy a je fanouškem Los Angeles Lakers.

## Galerie

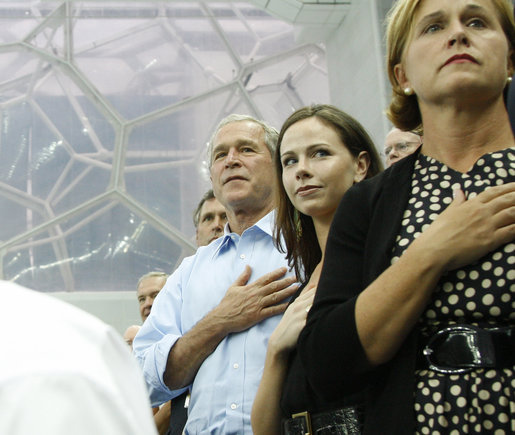
Prezident George W. Bush, jeho dcera Barbara Bushová a paní Doro Kochová, prezidentova sestra, stojí během americké národní hymny v neděli 10. srpna 2008 při ceremoniálu vyznamenání zlatého medailisty Michaela Phelpse. Americký olympionik vyhrál svou první disciplínu, 400 metrů polohový závod jednotlivců, v rekordním čase 4:3.84, 10. srpna 2008.
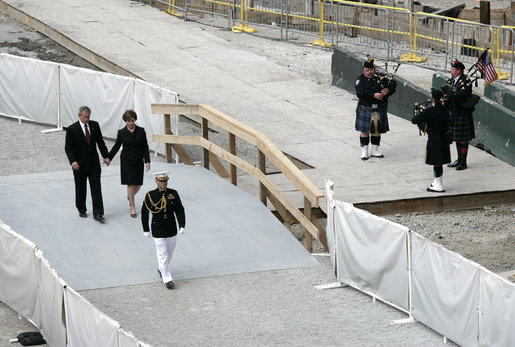
Prezident Bush si připomíná útoky z 11. září 2001 návštěvou Ground Zero. 10. září 2006.
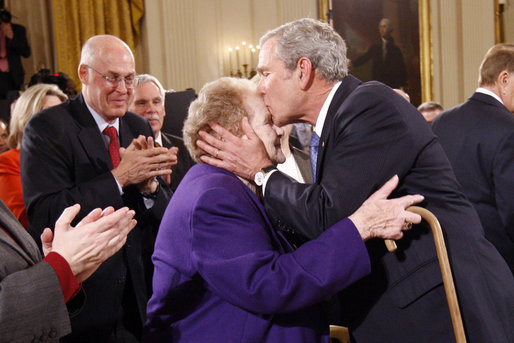
Prezident George W. Bush líbá Arlene Howardovou na čele, 15. ledna 2009.
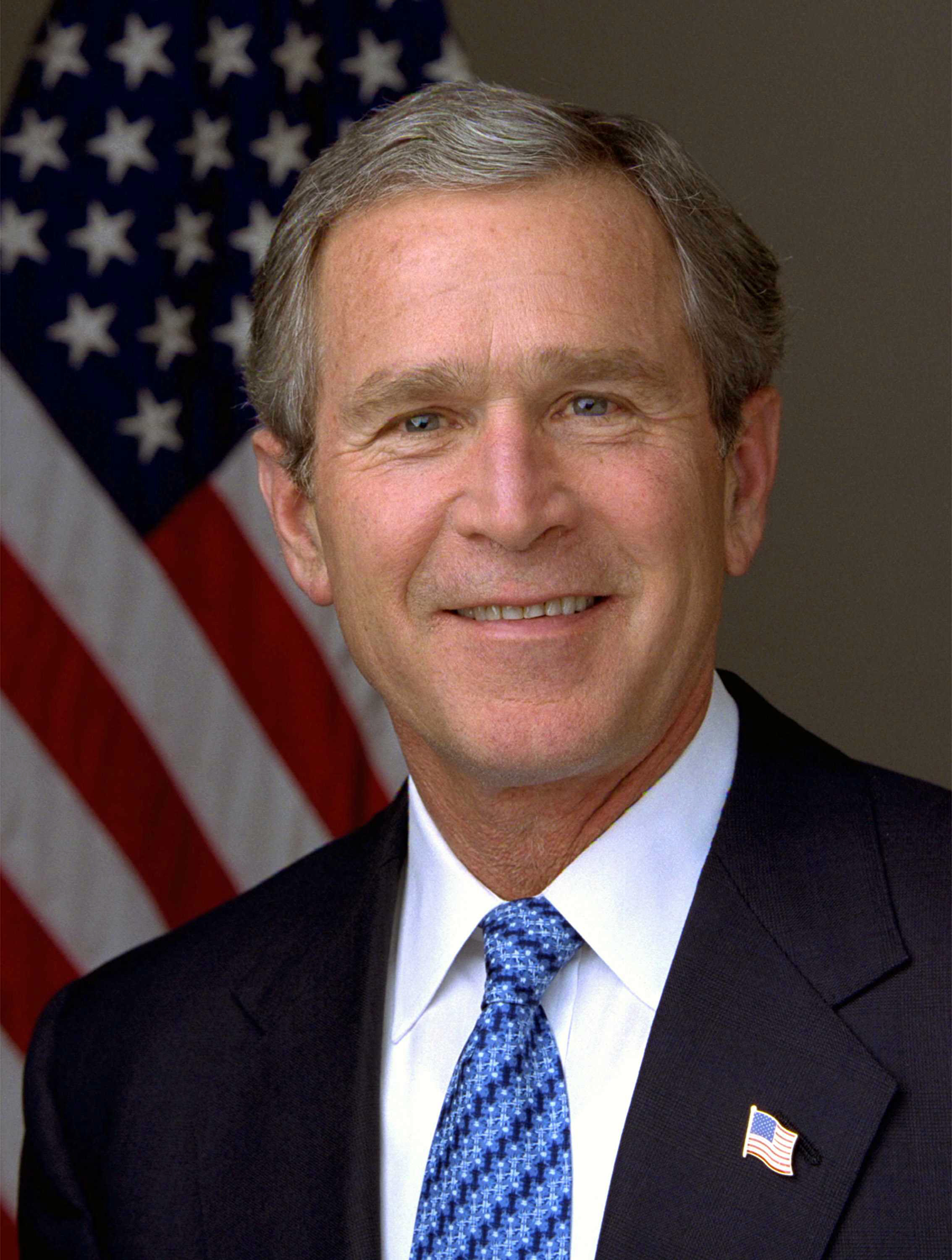
Oficiální fotografický portrét bývalého amerického prezidenta George W. Bushe. 14. ledna 2003.
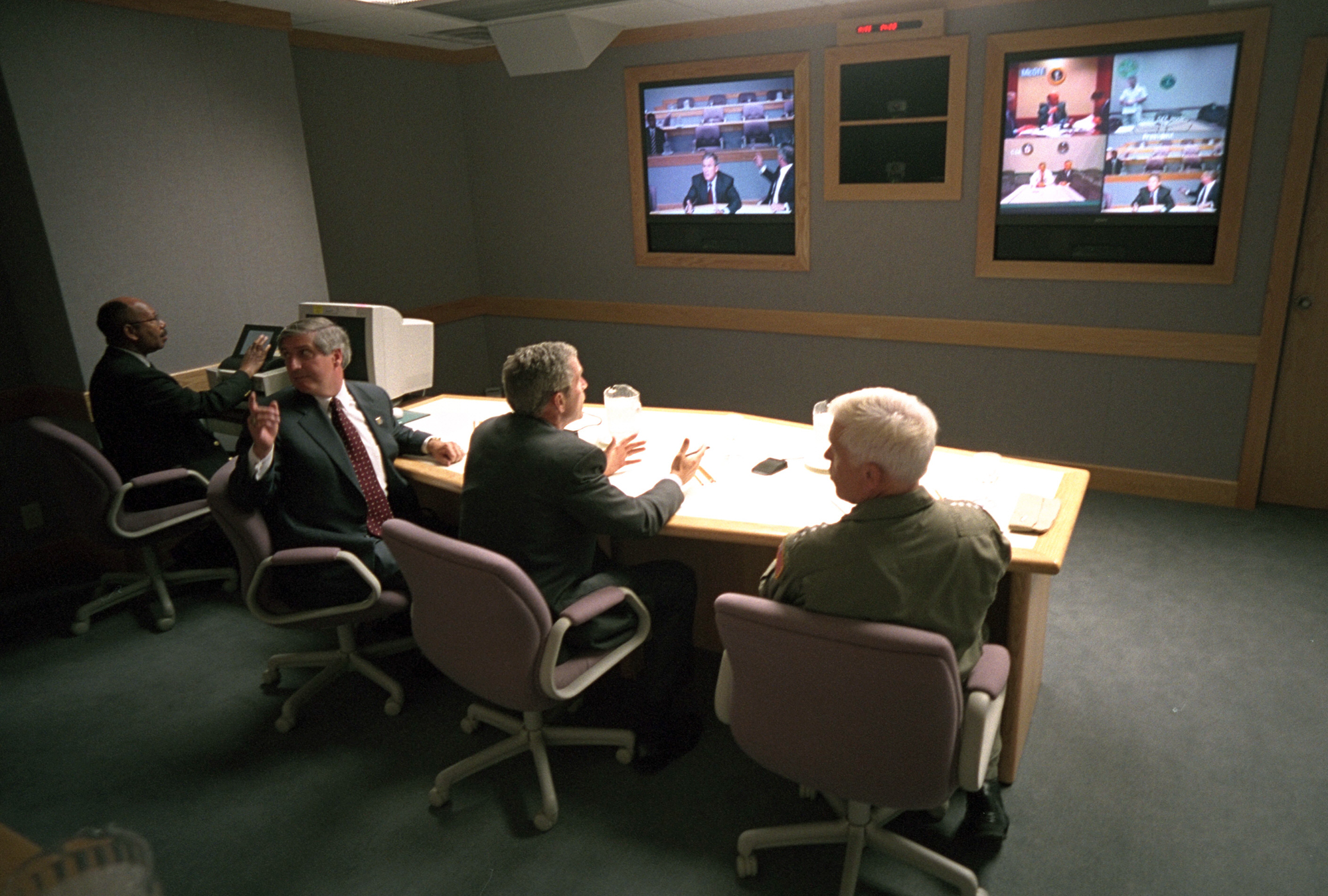
Prezident George W. Bush, náčelník štábu Bílého domu Andy Card (vlevo), Donald Richards (daleko vlevo) a admirál Richard Mies při videokonferenci na Offutt Air Force Base v Bellevue v Nebrasce. 11. září 2001